# アブラガヤ
アブラガヤ（油茅、Scirpus wichurae）はカヤツリグサ科の植物の1つ。アブラガヤ属でもっとも普通な植物。

## 特長
大きな株を作る多年生草本。茎は株立ちになり、多数の根出葉を出し、その葉は長さ50cmほどになり、幅は1cm前後、その基部は長い鞘になる。また葉は茎の節からも出る。
花期は8-10月。花茎は高さ1-1.5mに達し、硬くてその断面は角の鈍い三角形をしている。花茎はほぼ直立する。基部から先端までの間に6-9の節がある。花序は2個から5個、先端と、より下の節から出て、それぞれ2回から5回ほど分枝して、多数の小穂を着ける。個々の枝先には小穂が単独に着く例もあるが、5個程度までまとまって生じる。特に2-3個集まって着く例が多い。花序の基部には苞があり、その基部は鞘になっており、先端には葉状部が長く生じる。
小穂は多数の鱗片がらせん状に並んだもので、長楕円形で長さ4-8mm、赤褐色をしている。個々の鱗片は広倒卵形で長さ2mm。鱗片の下には雄しべ、雌しべ、および糸状の花被片が含まれる。果実は長さ約1mm、楕円形で断面はやや平らな3稜形になっている。柱頭は3つに分かれる。花被片は6本あり、糸状で長くてくねるように折れ曲がり、また先端近くにはその縁に上向きの小突起が並んでいる。
和名は油ガヤの意味で、穂の色が油っぽく、また多少油臭い臭いがあることに依る。また別名としてナキリ、カニガヤがある。ただし、和名の意味については茎に油がついているような光沢があるため、とする説もある。

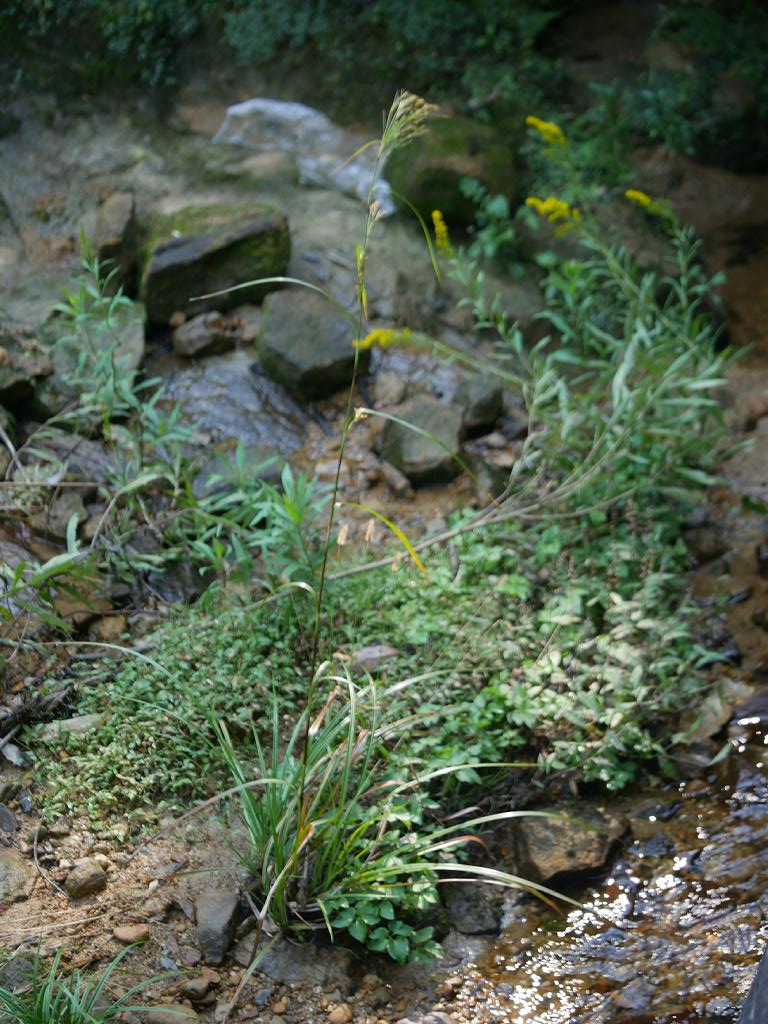
全体の形
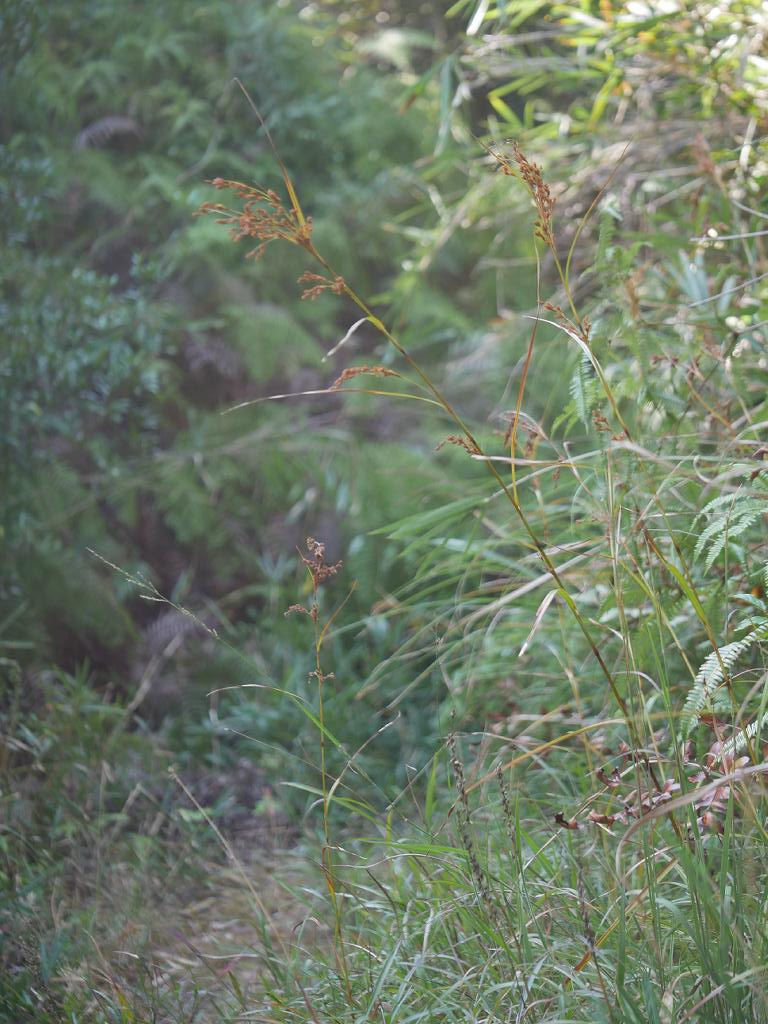
株立ちになる。
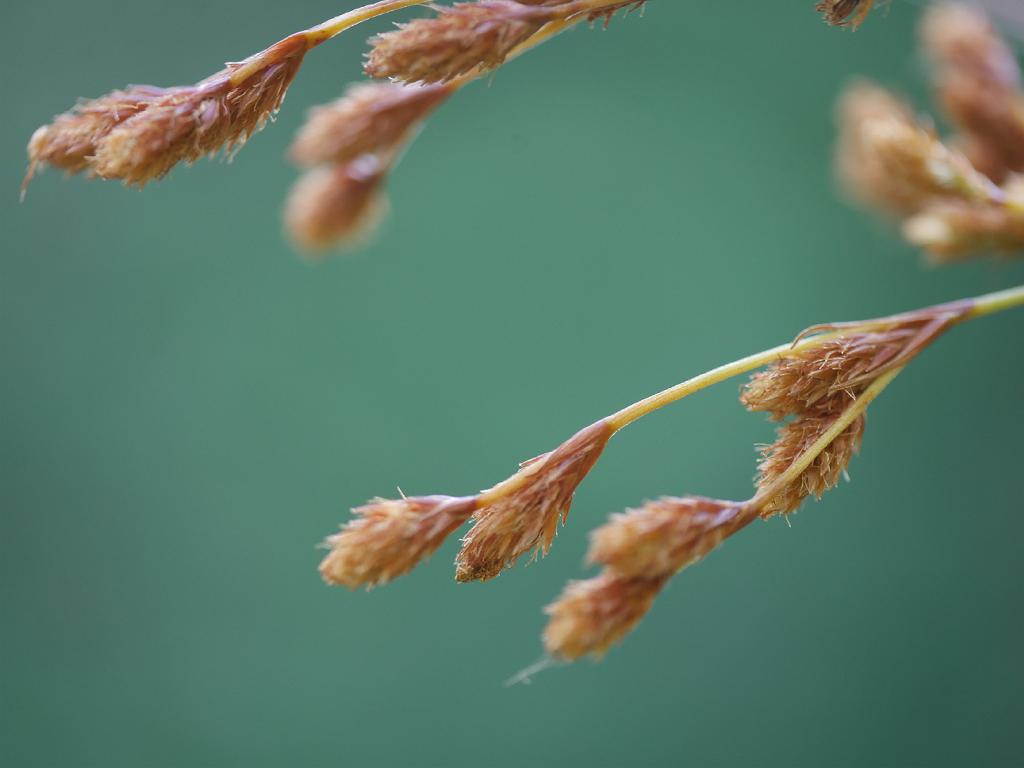
花序の一部 少数の集団になって生じる

## 分布と生育環境
北海道、本州、四国、九州に分布し、日本固有種である。
低地から山地にかけて湿地に見られ、ごく普通に見られるものである。

## 分類
本種は変異も多く、また近縁種との区別にも議論が多かった。星野他(2011)において、日本産のこの属には本種を含め、9種が記されている。このうちでタカネクロスゲは高山性の小型の草本なので外見的にまったく異なる。それ以外のものは比較的似た形のものであるが、このうちでマツカサススキとそれに類する合計3種は小穂が枝の先端に10個以上も集まって生じる。またオオアブラガヤは柱頭が2つに裂け、小穂がやはり5-10個ほどずつ集まる。クロアブラガヤは本種にかなり似た姿だが、鱗片が黒く、花被片があまり長くならない。これらは判別が容易く、これらに関しては混乱は少ない。
やっかいなのはエゾアブラガヤとアブラガヤに関する部分で、さらにアブラガヤの変異とされるものにアイバソウとシデアブラガヤがある。これらの特徴はエゾアブラガヤは小穂が小さく、また果時に花被編が紐状に伸び、小穂の外面に広がる。シデアブラガヤは小穂が狭卵形と細長いのもので、アイバソウは小穂が柄の先に一個ずつ着くものである。さらにチュウゴクアブラガヤは中国地方に産し、果実が鱗片より長いもの として記載されている。
例えば北村他(1987)では次のようになっている。
- S. wichurai
  -     - forma wichurai：アイバソウ
    - forma concolor：アブラガヤ
    - forma cylindricus：シデアブラガヤ

  - subsp. lushanensis：チュウゴクアブラガヤ
  - subsp. asiaticus：エゾアブラガヤ

星野他(2011)ではこのうちエゾアブラガヤを S. lushanensis として独立種と認め、本種との大きな違いは小穂が球形で小さい点である。また小穂が1個ずつ生じる点も上げられるが、本種にもそのような形を取る例がある。
星野他(2011)ではそれ以外のアイバソウとシデアブラガヤを種内変異と見なしている。チュウゴクアブラガヤについては星野他(2011)はこれが連続的なもので区別が難しいとして認めない方針を示している。鈴木、服部(1990)はエゾアブラガヤ、アブラガヤ、アイバソウ、シデアブラガヤについて標本や生品を集めて形態的な特徴を検討し、前2者は他と区別できるが、後2者については連続的な変異と見なされる、としている。
なお、シデアブラガヤについては他種との雑種であるとの説もある。